# Roope Riski
Roope Vilhelmi Riski (ur. 16 sierpnia 1991 w Askainen) – fiński piłkarz grający na pozycji napastnika.

## Kariera klubowa
Riski rozpoczął karierę w Maskun Palloseura, później trenował w TPS Turku. W 2010 roku został włączony do pierwszej drużyny tego klubu. W maju 2010 został wypożyczony do FC Viikingit. W styczniu 2011 został zawodnikiem AC Cesena. We wrześniu 2011 został wypożyczony do końca sezonu do TPS. W styczniu 2012 został wypożyczony do Hønefoss BK, a we wrześniu 2012 ponownie do TPS. W lutym 2014 przebywał na testach w Śląsku Wrocław, jednakże miesiąc później podpisał dwuletni kontrakt z Hønefoss BK. W styczniu 2015 przebywał na testach w Hibernian F.C., ale miesiąc później trafił do FK Haugesund. W lipcu 2015 został wypożyczony do końca sezonu do Seinäjoen Jalkapallokerho. Wraz z zespołem zdobył w sezonie 2015 mistrzostwo Finlandii. W lutym 2016 podpisał dwuletni kontrakt z tym klubem z opcją przedłużenia o kolejny rok. W sezonie 2016 zdobył z klubem Puchar Finlandii, a także został królem strzelców ligi fińskiej z 17 golami. W styczniu 2017 został wypożyczony na pół roku do SC Paderborn 07. W czerwcu 2017 podpisał trzyletni kontrakt z SKN St. Pölten. W sierpniu 2018 przeszedł do greckiego drugoligowca, AO Chania Kissamikos.

## Kariera reprezentacyjna
W reprezentacji Finlandii zadebiutował 19 stycznia 2015 w wygranym 1:0 meczu ze Szwecją, w którym strzelił jedynego gola w 63. minucie spotkania.

## Życie osobiste
Jego brat Riku również jest piłkarzem.

## Osiągnięcia
- Mistrzostwo Finlandii (1): 2015
- Puchar Finlandii (2): 2010, 2016